# تاريخ جمهورية الصين
تاريخ جمهورية الصين (تايوان). تأسست جمهورية الصين عام 1911 لترث أراضي سلالة تشينغ وتقضي على أكثر من ألفي عام من الحكم الإمبراطوري للبلاد. والصين هي أقدم دول شرق آسيا الباقية حتى الآن، وقد مرت الأراضي الصينية بفترات متعاقبة من حكم أباطرة الحرب والغزو الياباني للبلاد خلال الحرب العالمية الثانية وصولا إلى الحرب الأهلية بين الكوميتانج والشيوعيين، عندما انتقلت حكومة جمهورية الصين إلى جزيرة تايوان، التي شهدت ازدهارا صناعيا ونموا اقتصاديا وتحولا قويا نحو الديمقراطية منذ ذلك الحين.
وبداية من عام 1928 كانت الجمهورية الصينية جمهورية أحادية الحزب تحت حكم الكومياتنج (الحزب الوطني الصيني). وفي الفترة الممتدة بين عامي 1950 و 1960 اتخذ الكوميتانج العديد من القرارات التي كان من شأنها تخفيف حدة التوتر بالبلاد حيث قاموا بإصدار قرارات بإعادة هيكلة الأجهزة المختلفة للدولة وقرار الإصلاح الزراعي وتحديد الملكية الفردية للأراضي. عقب هذه القرارات فترة من الازدهار والنمو الاقتصادي المتسارع أصبحت فيها جمهورية الصين واحدة من الببور الآسيوية الأربعة بالرغم من التهديد المتنامي بالحرب وعدم الشعور بالطمأنينة والخطر القائم من قبل جمهورية الصين الشعبية. وفي الفترة الممتدة بين عاميّ 1980 و 1990 تحولت الدولة سلميا نحو الديمقراطية وتم إجراء أول انتخابات رئاسية بالبلاد عام 1996. وفي الانتخابات الرئاسية عام 2000 فاز تشن شوي بيان برئاسة البلاد وكان أول رئيس يحكم البلاد من خارج الحزب الوطني الصيني (الكوميتانج) منذ عام 1949. ولكن الكوميتانج عادوا للفوز في الانتخابات الرئاسية عام 2008، كما عززوا موقعهم بالانتخابات التشريعية بحصولهم على عدد أكبر من المقاعد بمجلس اليوان التشريعي.

## التأسيس (1911 - 1927)

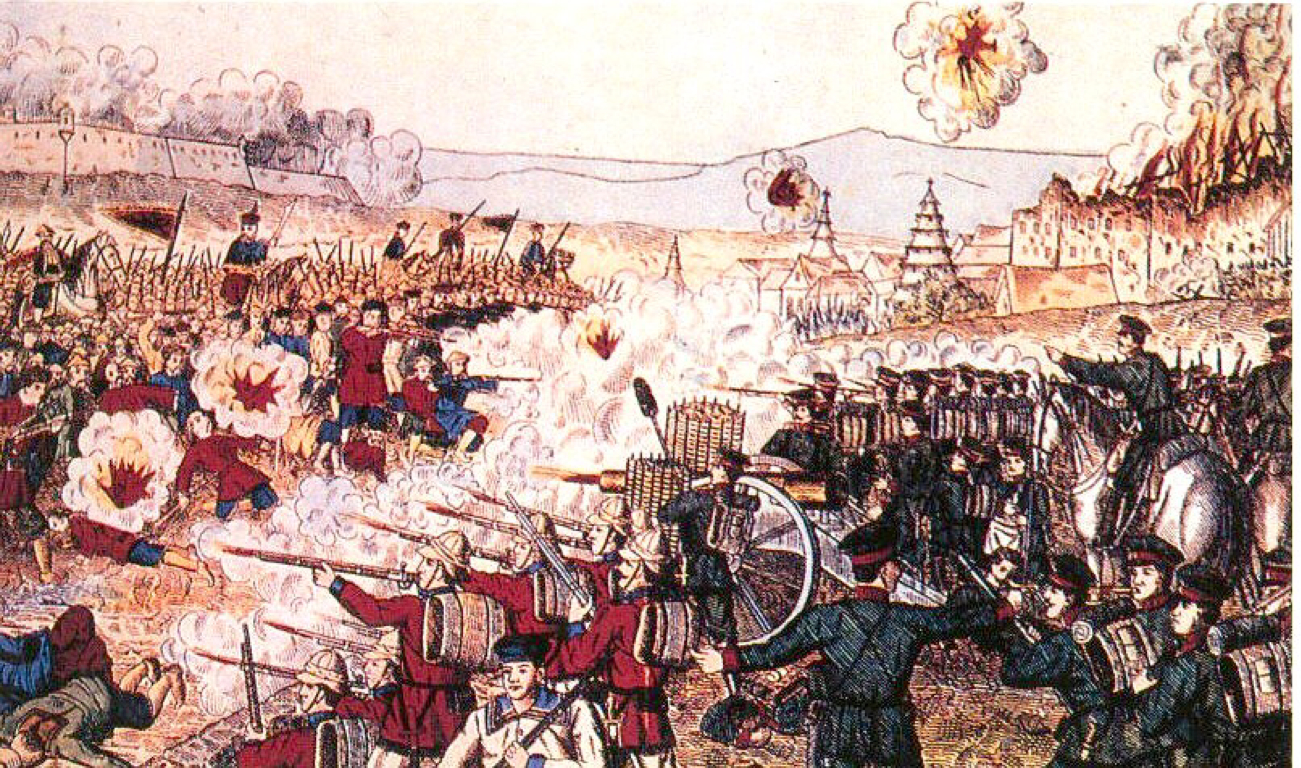
قوات الدول الثمانية العظمى أثناء التصدي لثورة الملاكمين.

في عام 1911، وبعد أكثر من ألفي عام من الحكم الإمبراطوري للبلاد، تأسست جمهورية الصين، بعد أن قامت جماعة من الثوار بالإطاحة بالنظام الحاكم والبلاط الإمبراطوري لسلالة تشينغ الحاكمة التي ظلت لمدة قرن كامل قبل هذا التاريخ تعاني من الثورات الداخلية والتحكم الدولي في شؤونها الداخلية من قبل الإمبراطوريات الأخرى، وأصبحت التعاليم الكنفوشيوسية التي وطدت حكم سلالة تشينغ للبلاد موضع تساؤل بالإضافة إلى انعدام الثقة العام بالثقافة القومية الذي دفع البلاد إلى حالة من اليأس العام مما أضطر أكثر من 40 مليون فرد من الشعب (حوالي 10% من إجمالي الشعب في ذلك الوقت)، إلى إدمان مادة الهيروين المخدرة. وخلال فترة قمع ثورة الملاكمين عام 1900 من جانب تحالف قادته ثمانية من الدول العظمى في ذلك الوقت (روسيا واليابان والمملكة المتحدة والولايات المتحدة وفرنسا وألمانيا وإيطاليا والإمبراطورية النمساوية المجرية) كانت إمبراطورية تشينغ قد ماتت إكلينيكيا بالفعل، إلا أن عدم وجود نظام حاكم بديل يأخذ بمقاليد الحكم أجل زوالها إلى عام 1912.
أعلن قيام الجمهورية الصينية بعد نجاح ثورة «وو تشانغ» التي اندلعت شرارتها في العاشر من أكتوبر عام 1911 ضد حكم أسرة تشينغ للبلاد، وأصبح هذا التاريخ منذ ذلك الوقت العيد القومي لجمهورية الصين ويعرف باسم يوم «العشرتين»، كناية باليوم والشهر اللذان اندلعت فيهما الثورة. وفي الأول من يناير عام 1912 أعلن صن يات سين قيام الجمهورية بالصين رسميا ونصب نفسه رئيسا مؤقتا للبلاد لحين انتخاب رئيسا يحكم البلاد. وفي العاشر من مارس عام 1912، وكجزء من اتفاقية تنازل الإمبراطور بوئي عن عرش البلاد تم انتخاب يوان شيكاي رسميا كرئيس للبلاد، إلا أنه قام بحل مجلس الكوميتانج وعطل العمل بالدستور بموجب سلطاته كرئيس للبلاد وأعلن نفسه إمبراطورا على الصين في الأول من يناير عام 1916.

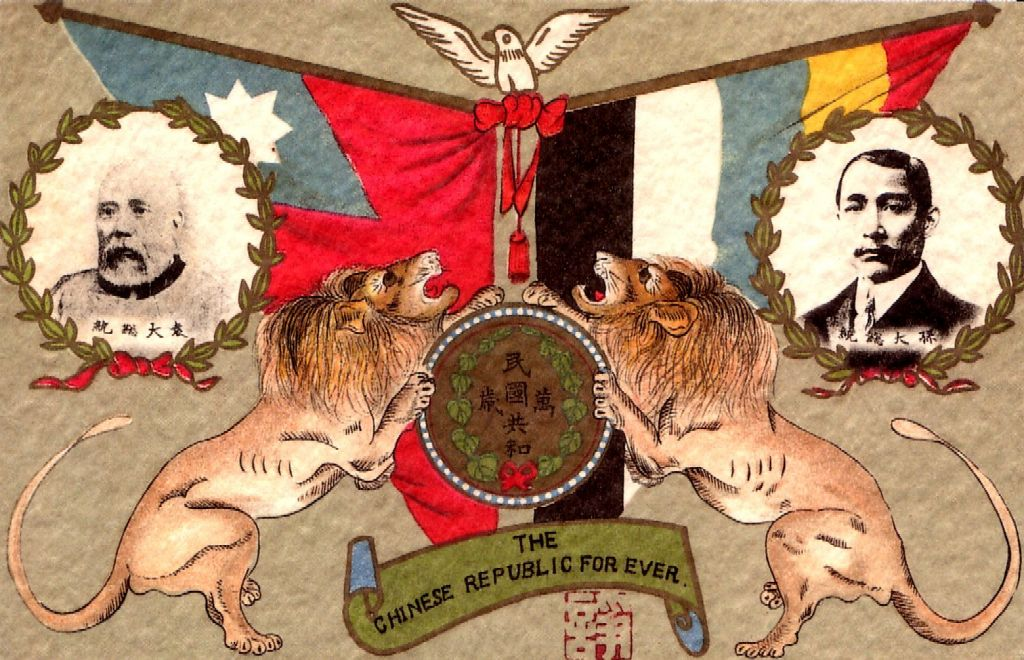
صورة لكل من صن يات سين إلى اليمين ويوان شيكاي إلى اليسار من عهد الجمهورية الأولى.

إلا أن هجره حلفاؤه وأعلان العديد من المقاطعات استقلالها عن الصين وتحولها إلى إمبراطوريات متناثرة في أيدي أباطرة الحرب دفع يوان شيكاي إلى التنازل عن كونه إمبراطورا للصين في الثاني والعشرين من عام 1916 ثم توفي لأسباب طبيعية بعدها بفترة وجيزة. فبدلا من توحدها في دولة واحدة قوية، تفتت الصين إلى دويلات صغيرة تحت واطئة حكم أباطرة الحرب لمدة عقد كامل، كما تم نفي صن يات سين إلى مقاطعة غوانج دونغ في أقصى الجنوب الشرقي من البلاد في الفترة الممتدة بين عامي 1917 و 1920 كما تعاقبت حكومات متنافسة فيما بينها على البلاد إلى أن قام صن يات سين بإعادة تأسيس الكوميتانج مرة أخرى في أكتوبر من عام 1919 بمساعدة عناصر من الثوار البلاشفة الروس.
وكافحت حكومة بي يانغ من أجل البقاء على رأس السلطة في بكين ودار الجدل في كافة أرجاء البلاد حول كيفية مواجهة الصين للغرب. وفي عام 1919 قام مجموعة من الطلاب باعتراض شديد اللهجة حول ضعف موقف الصين وتهاونها في التعامل مع معاهدة فرساي مما أدى إلى اندلاع حركة الرابع من مايو الأمر الذي أدى لنمو الشعور الوطني بضرورة الرجوع للنظام الجمهوري الدستوري.
وقد استمدت الجمهورية الصينية الأمور التنظيمية للحكم من الاشتراكية الثورية. وبعد قيام الثورة الروسية عام 1917 حققت الماركسية انتشارا واسعا في البلاد وقام كلا من لي داجاو وشين دوشوي بنشر الحركة الماركسية - اللينينية في البلاد.

## تأسيس شيانغ كاي شيك للجمهورية (1927 - 1945)

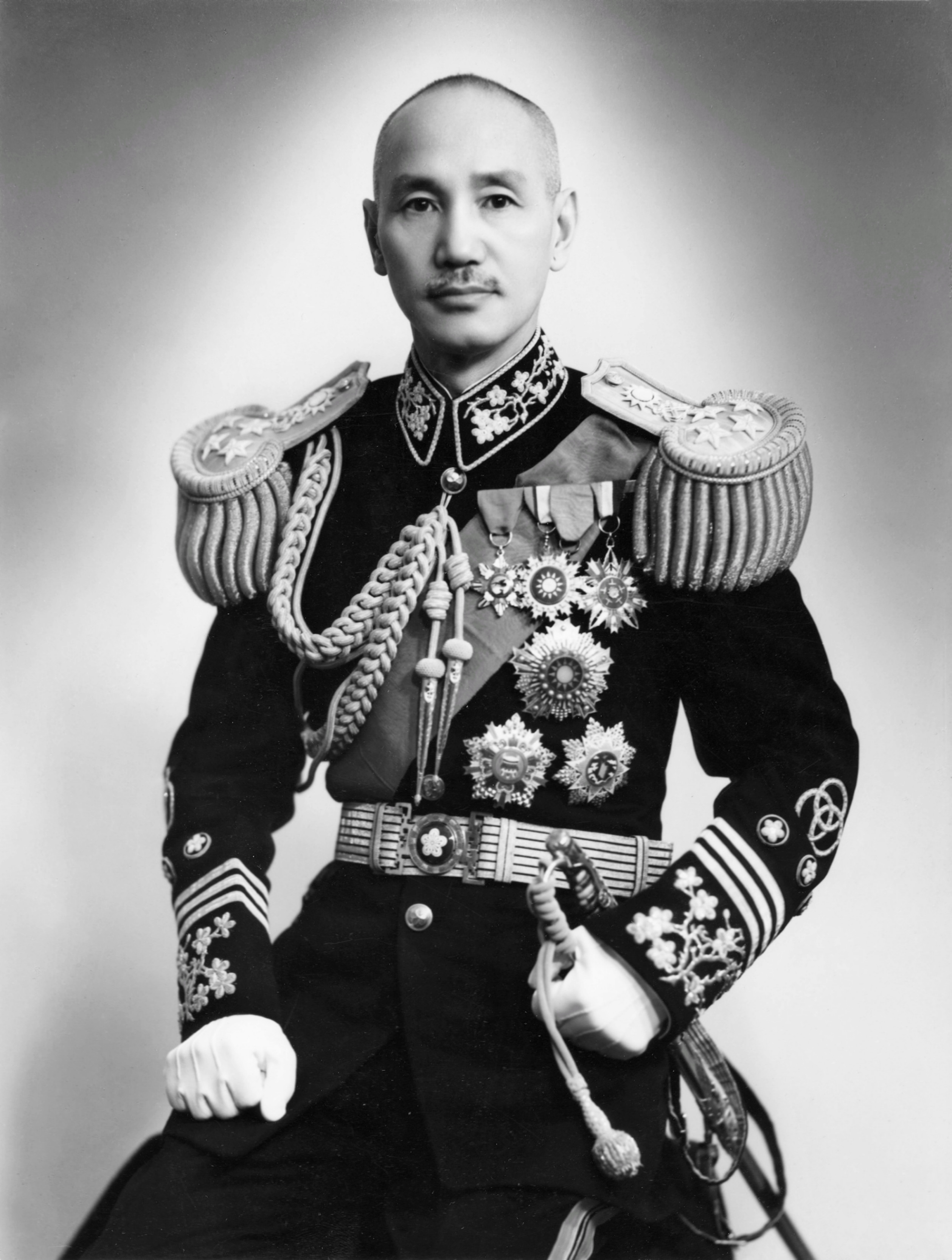
شيانغ كاي شيك بالزي العسكري الكامل.

بعد وفاة صن يات سين في مارس من عام 1925 أصبح شيانغ كاي شيك زعيما للكوميتانج. وبعد تزعمه للحزب قام شيانج بحملة عسكرية ناجحة على أباطرة الحرب في شمال البلاد بمعاونة الاتحاد السوفيتي فيما بين عامي 1926 و 1927 استطاع خلالها توحيد الصين مجددا تحت راية الكوميتانج. وخلال تلك الحملة ومنذ اللحظات الأولى للإعداد لها، قام الخبراء السوفيت بتدريب العناصر العسكرية الصينية وتوفير الدعاية والتعبئة العامة والسلاح من أجل نجاحها، إلا أن شيانغ لم يحفظ الجميل للسوفيت وقام بطرد الخبراء فور إحكام قبضته على زمام الأمور وأقدم على طرد العناصر الشيوعية واليسارية من الكوميتانج مما ألقى البلاد في أتون الحرب الأهلية. وقام شيانج بإجبار الشيوعيين على التراجع إلى داخل البلاد في محاولة منه للقضاء عليهم وقام بتوطيد دعائم جمهوريته بإقامة حكومة وطنية في نانجينغ عام 1927.
وقد حاولت حكومة شيانج النهوض بالبلاد في شتى المجالات فقامت بإنشاء الأكاديمية الصينية للعلوم وأنشأت بنك الصين والعديد من المشروعات التنموية الأخرى. وفي عام 1932 قامت الصين بإرسال أول بعثة رياضية للمشاركة في دورة الألعاب الأولمبية، وكانت البعثة مكونة من رياضي واحد فقط وهو لاعب القوى ليو شانغ شون الذي تم إرساله خوفا من مشاركته لصالح اليابان.
ولم يعكر من صفو استقرار الأوضاع الداخلية للبلاد سوى الغزو الياباني لمنشوريا عام 1931 ثم اندلاع الحرب الصينية اليابانية الثانية كجزء من معارك الحرب العالمية الثانية في الفترة ما بين عامي 1937 و 1945، وقامت الحكومة الصينية بالانسحاب ونقل مقرها من نانجينغ إلى تشونغتشينغ. وفي عام 1945 قامت القوات اليابانية الموجودة بالأراضي الصينية بالاستسلام غير المشروط للقوات الصينية وأصبحت جمهورية الصين (تحت اسم الصين) عضوا مؤسسا لهيئة الأمم المتحدة كما عادت الحكومة الصينية إلى مقرها السابق بنانجينغ.

## فترة ما بعد الحرب العالمية الثانية (1945 - 1949)

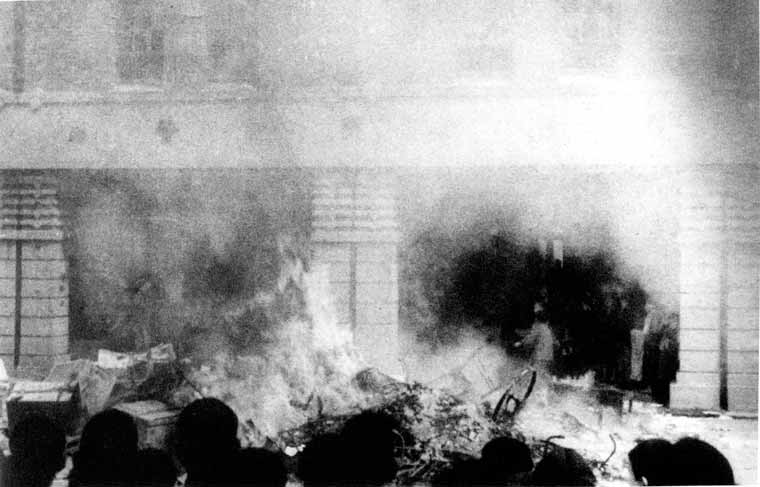
قسم الشرطة في يو دينغ مو صباح 28 فبراير 1947 (أحداث 228 الدموية).

بعد هزيمة اليابان في الحرب العالمية الثانية تم تسليم جزيرة تايوان لقوات الحلفاء بعدما قبلت القوات الصينية استسلام غير مشروط من القوات اليابانية المرابضة بالجزيرة. ومن ثم طالبت الصين في 25 أكتوبر عام 1945 بعودة تايوان إلى جمهورية الصين الأم الوريث الشرعي والوحيد لإمبراطورية تشينغ والتي كانت الجزيرة تحت حكمها. وقد عارض مناصري استقلال تايوان انضمامهم للصين معللين موقفهم بأن الانضمام جاء بدون توقيع اتفاقية سلام واضحة المعالم تحدد واجبات وتضمن حقوق الجميع. وقامت جمهورية الصين بمد نفوذها العسكري على تايوان مما أدى إلى نشر حالة من عدم الارتياح العام وزيادة التوتر بين التايوانيين والصينيين الأصليين (ساكني البر الصيني أو ما يطلق عليه في بعض الأحيان بر الصين الرئيسي). وقد أثار إلقاء القبض على أحد بائعي السجائر وكذلك مقتل أحد المارة بطلق ناري من جانب القوات الصينية في 28 فبراير عام 1947 حفيظة أهل تايوان مما أدى لنشوب العديد من التوترات الداخلية والاحتجاجات ضد وجود القوات الصينية الأمر الذي دفع الصين لقمع هذه التظاهرات بالقوة العسكرية في حادثة تاريخية تعرف الآن بواقعة 228. وقدرت الخسائر البشرية المعلنة من جهة السلطات الصينية نفسها بما يتراوح بين 18,000 و 30,000 شخص الغالبية العظمى المطلقة منهم من سكان تايوان. ومع استمرار حالة التوتر قامت السلطات الصينية بإعلان الأحكام العسكرية عام 1948.

## انتقال الحكومة لتايوان (1949 وحتى الآن)

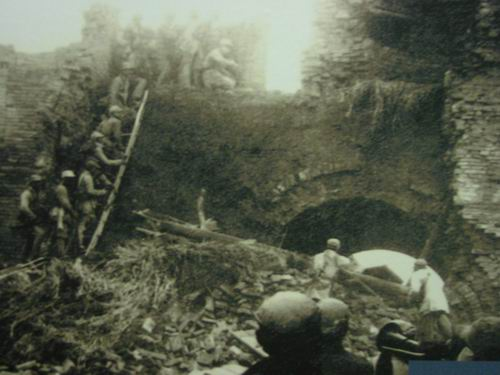
قوات الحزب الشيوعي الصيني تهاجم إحدى النقاط الدفاعية الحكومية في شاندونغ.

في سنة 1949 اندلعت الحرب الأهلية والاشتباكات المسلحة مجددا بين الحكومة الصينية والميليشيات العسكرية الشيوعية بصورة أكثر ضراوة عن سابقاتها وظهر الشيوعيون أكثر خبرة وأمهر تكتيكيا. ومع بشائر العقد الخامس من القرن العشرين كانت جمهورية الصين قد فقدت سيطرتها على بر الصين الرئيسي وهينان مما دفع شيانغ كاي شيك وأفراد حكومته إلى الفرار من نانجينغ إلى تايوان وإعلان تايبيه عاصمة مؤقتة للبلاد، وقام شيانغ بنقل احتياطيات جمهورية الصين من الذهب معه إلى تايوان كما تبعه قرابة مليوني لاجئ لينضموا إلى 6 ملايين أخرى ن من سكان تايوان. وفي هذه الأثناء قام ماو تسي تونغ بإعلان قيام جمهورية الصين الشعبية على أراضي بر الصين الرئيسي وأعلن نفسه رئيسا للبلاد.
ومع وجود هذه التهديدات، سواء داخليا بمطالبة تايوان بالاستقلال عن جمهورية الصين الأم والتهديدات من قبل الشيوعيين في بر الصين الرئيسي، انتهج نظام تشيانغ نهجا ديكتاتوريا في الوقت الذي ظلت فيه حكومة جمهورية الصين تدار من بر الصين الرئيسي حتى عام 1987 عندما ظهر ما يعرف تاريخيا بالفزع الأبيض لقمع أية معارضة سياسية في الجزيرة ضد نظام تشيانغ الحاكم، حيث تم إعدام واعتقال قرابة 140,000 من سكان تايوان بتهمة مناهضة سياسات الكوميتانج ومساندة الشيوعية.
في بداية الأمر ظنت الولايات المتحدة أن تايوان سوف تسقط في أيدي الشيوعيين مما دفعها للتخلي عن مساندة الكوميتانج والانتظار حتى تتضح الأمور، ولكن مع اندلاع النزاع مجددا بين الشقيقتين الكوريتين الشمالية والجنوبية، والذي نشأ منذ الانسحاب الياباني من شبه الجزيرة الكورية عام 1945 وتصاعدت فيه حدة الاشتباكات لدرجة نشوب حرب كاملة، ونظرا للوضع الراهن في ذلك الوقت بشأن الحرب الباردة قرر الرئيس الأمريكي هاري ترومان التدخل في الأمر وإرسال الأسطول الأمريكي السابع لمضيق تايوان وذلك لحماية الجزيرة ومنع الشيوعيين في بر الصين الرئيسي من بسط سيطرتهم على الجزيرة. وفي الثامن والعشرين من إبريل سنة 1952 دخلت معاهدة سان فرانسيسكو قيد التنفيذ تبعتها في الخامس من أغسطس للعام نفسه معاهدة تايببه والتي قضيتا باعتراف اليابان رسميا بتايوان كجمهورية الصين بعد أن أعلنت اليابان عدم اعترافها بأي معاهدة تم توقيعها مع جمهورية الصين قبل عام 1942 غير أن الولايات المتحدة والمملكة المتحدة قد اختلفتا فيما بينهما عن الوريث الشرعي لجمهورية الصين الأولى؛ هل هي جمهورية الصين (تايوان) أم جمهورية الصين الشعبية؟ مما أدى إلى تجميد المعاهدات بشأن الاعتراف بأحقية أي طرف في السيطرة على الجزيرة. ومع استمرار الحرب الأهلية الصينية طوال العقد الخامس من القرن الماضي تدخلت الولايات المتحدة مرارا للدفاع عن الجزيرة ومن ثم تم توقيع اتفاقية الدفاع المشترك بين الولايات المتحدة وحكومة جمهورية الصين في تايوان في الثاني من ديسمبر لعام 1945 واتفاقية فورموزا في التاسع والعشرين من يناير سنة 1955.

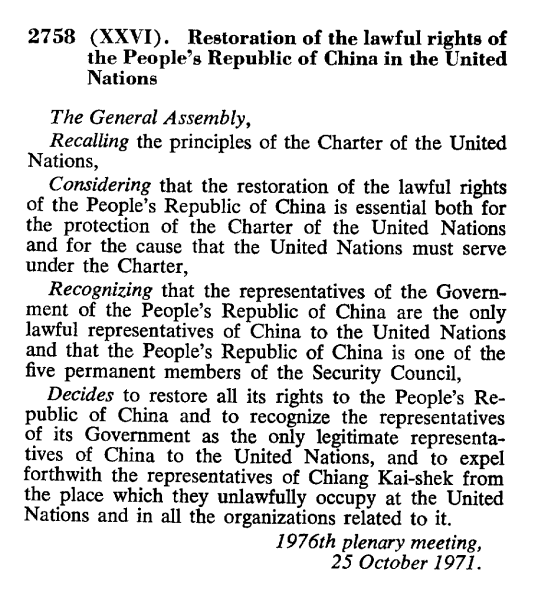
قرار الأمم المتحدة رقم 2758 والذي قضى بأحقية جمهورية الصين الشعبية في مقعد الصين وطرد تايوان من الهيئة وجميع مؤسساتها.

وخلال الفترة الممتدة بين عامي 1960 و 1970 شهدت جمهورية الصين ازدهارا واسعا وتحولت إلى دولة منتجة للتكنولوجيا بالرغم من كونها نظام حكمها نظاما أحادي الحزب؛ وفي هذه الأثناء حققت جمهورية الصين طفرة اقتصادية هائلة عرفت تاريخيا فيما بعد باسم المعجزة التايوانية وأصبحت جمهورية الصين واحدة من الببور الآسيوية الأربعة نتيجة انتهاج الحكومة نظام مالي مستقل عن النظام المالي الذي تتبعه جمهورية الصين الشعبية المعونات الخارجية للبلاد ودعم الولايات المتحدة للمنتجات التايوانية. ونتيجة للحرب الباردة اعترفت الولايات المتحدة والعديد من الدول الغربية الأخرى بجمهورية الصين كممثلا شرعيا وحيدا لجمهورية الصين الأولى وعدم شرعية حكومة جمهورية الصين الشعبية حتى عام 1971 حيث قررت الولايات المتحدة انتهاج سياسة انفراجية في علاقتها مع جمهورية الصين الشعبية أدت إلى صدور قرار هيئة الأمم المتحدة رقم 2758 لسنة 1971 والذي قضى بأحقية جمهورية الصين الشعبية في مقعد جمهورية الصين الأولى وطرد جمهورية الصين (تايوان) من مجلس الأمن وإعطاء مقعدها لجمهورية الصين الشعبية رغم المعارضة الأمريكية الشديدة للقرار. وفي عام 1972 بدأ عهد الانتخابات التشريعية لأول مرة في البلاد. وفي عام 1975 توفي تشيانغ وخلفه إبنه في الرئاسة بعد ذلك بثلاثة أعوام والذي احتفظ بالسيطرة الكاملة على البلاد. وفي عام 1979 قامت الولايات المتحدة بقطع كل العلاقات الدبلوماسية مع تايوان وإلغاء اتفاقية الدفاع المشترك بينهما.
واتجهت جمهورية الصين تدريجيا نحو الديمقراطية خلال العقد الثامن من القرن العشرين حيث سمح الرئيس تشيانغ تشينغ كيو ابن الرئيس الراحل تشيانغ كاي تشك بإنشاء أحزاب جديدة وتبعه في ذلك الرئيس لي تينغ هوي مما ساعد على نشأة أول أحزاب المعارضة وهو الحزب الديمقراطي التقدمي. وفي عام 1987 تم رفع العمل بالأحكام العسكرية تبعه بعد ذلك قانون برفع الحظر عن إنشاء الصحف. وفي إبريل من عام 1993 تم توقيع اتفاقية للتعاون الاقتصادي مع جمهورية الصين الشعبية. وفي ديسمبر من عام 1994 أقيمت انتخابات محلية فاز فيها مرشح الحزب الديمقراطي التقدمي المعارض بمنصب عمدة تايبيه بينما فاز مرشح الكوميتانج بمنصب عمدة كواسي يونج ثاني أكبر المدن بجمهورية الصين. وأدى انتهاج الحكومة للسبل الديمقراطية إلى إقامة أول انتخابات رئاسية عن طريق الاقتراع المباشر عام 1996.

## وصلات خارجية
- البحث عن دوريات التاريخ الصيني على الإنترنت - قائمة شاملة من المجلات وبوابات البحوث باللغة الإنجليزية.